# Sascha Vogt

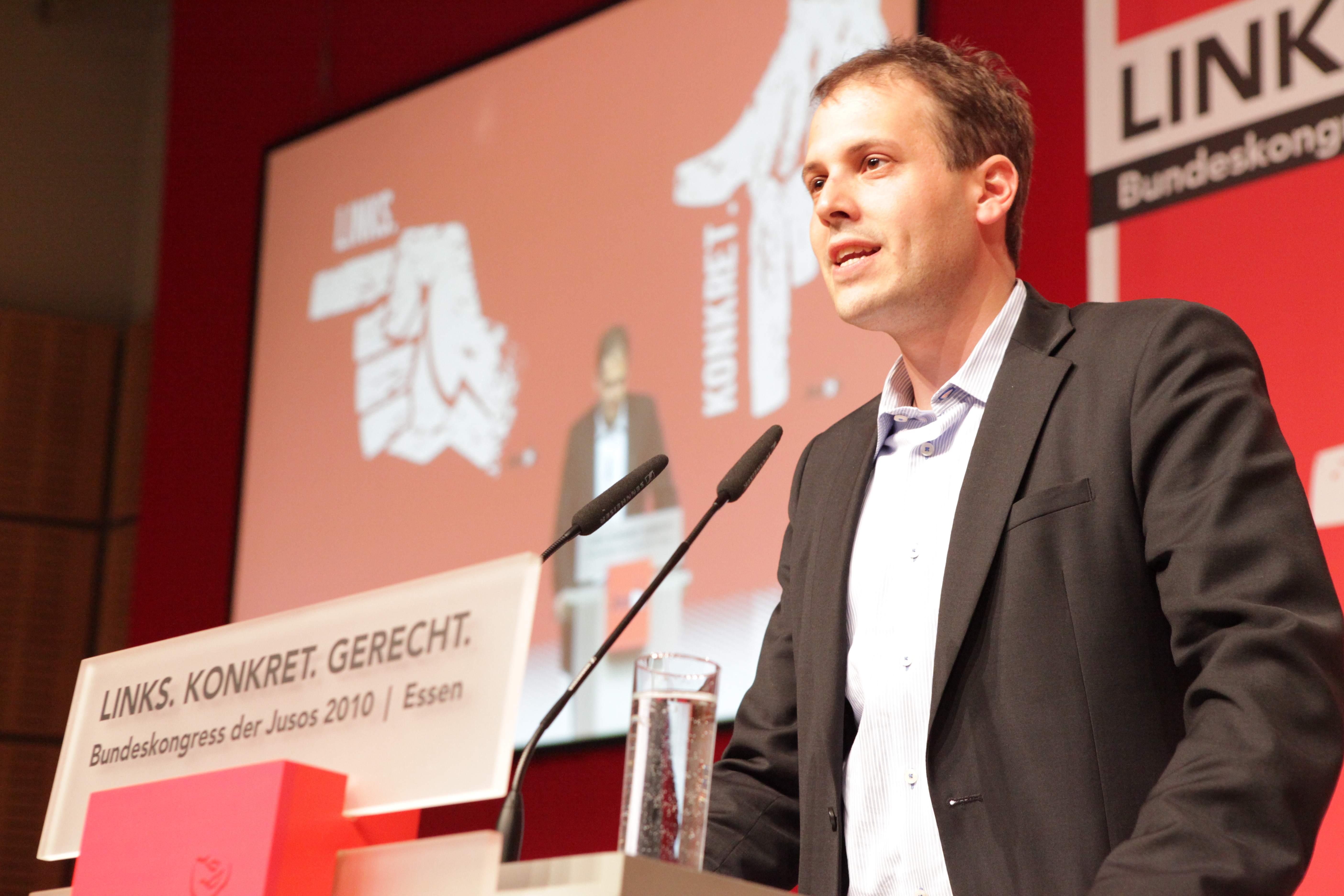
Sascha Vogt (2010)

Sascha Vogt (* 13. Juli 1980 in Iserlohn) ist ein deutscher Politiker (SPD). Von Juni 2010 bis Dezember 2013 war er Bundesvorsitzender der Jusos.

## Leben
Sascha Vogt wurde am 13. Juli 1980 als Sohn eines Lehrers und einer Lehrerin in Iserlohn geboren und wuchs in Hemer im Sauerland auf. Nach dem Abitur am Friedrich-Leopold-Woeste-Gymnasium im Jahr 1999 und dem Zivildienst begann er im Jahr 2000 ein Studium der Politikwissenschaft, Kommunikationswissenschaft und Angewandten Kulturwissenschaft an der Westfälischen Wilhelms-Universität in Münster, das er 2007 mit dem Magister Artium abschloss. Von 2007 bis 2014 arbeitete er als Referatsleiter in der Abteilung Studienförderung der Hans-Böckler-Stiftung, von 2014 bis 2018 war er Referent für Politische Planung und Bund-Länder-Koordinierung der SPD-Fraktion im Landtag Nordrhein-Westfalen und seit 2018 ist er Referent für Strategische Planung im Bundesministerium für Umwelt, Naturschutz und nukleare Sicherheit.

## Politische Karriere
1997 zählte Vogt in Hemer zu den Mitbegründern einer Juso-AG und war seitdem bei den Jusos aktiv.
Von Mai 2002 bis April 2004 war er als Mitglied der Juso-Hochschulgruppe im Allgemeinen Studierendenausschuss (AStA) der Universität Münster tätig, zunächst bis April 2003 als Referent für Öffentlichkeitsarbeit, anschließend als AStA-Vorsitzender.
Seit 2008 saß Vogt im Juso-Landesvorstand von NRW und seit 2009 im Juso-Bundesvorstand. Außerdem war er Mitglied im Bundesvorstand der Juso-Hochschulgruppen, Vorstandsmitglied des fzs und Geschäftsführer des bundesweiten Aktionsbündnisses gegen Studiengebühren.
Bei seiner Wahl zum Bundesvorsitzenden der Jusos am 18. Juni 2010, bei der Vogt der einzige Kandidat war, erreichte er 68,1 Prozent der gültigen Stimmen. Vogt wird als DL-21-Mitglied zum linken Flügel der Sozialdemokraten gezählt und ist Mitglied der Gewerkschaften ver.di und IG Metall sowie des BdWi.
Am 25. November 2011 wurde Vogt beim Bundeskongress der Jusos mit 72,9 % der gültigen Stimmen wiedergewählt, sein Gegenkandidat Frederic Striegler kam auf 21,7 % der Stimmen. Auf dem Bundeskongress vom 6. bis 8. Dezember 2013 in Nürnberg trat Vogt nicht erneut an. Seine Nachfolge übernahm Johanna Uekermann aus Bayern.
Von 2013 bis 2019 war Vogt Mitglied des SPD-Parteivorstands.